# Soci (okręg Vaslui)
Soci – wieś w Rumunii, w okręgu Vaslui, w gminie Gherghești. W 2011 roku liczyła 103 mieszkańców.